# Wrocławska Fundacja Filmowa
Wrocławska Fundacja Filmowa – fundacja powstała w listopadzie 2012 r. z połączenia animatorów kultury filmowej, związanych z Fundacją Visionica i producentów filmowych, działających pod szyldem Centrala Film. Fundacja koncentruje się na wspieraniu rozwoju kina dokumentalnego, edukacji filmowej, na ułatwianiu pierwszych kroków młodym twórcom filmowym, a także na współpracy międzynarodowej, ze szczególnym uwzględnieniem Europy Środkowo-Wschodniej. Od 2014 r. zajmuje się również dystrybucją filmową.

## Projekty fundacji

### Akademia Filmu Dokumentalnego "MovieWro"
Cykliczne pokazy pełnometrażowego kina dokumentalnego, odbywające się w formule: prelekcja-projekcja-dyskusja. Pierwsze spotkanie miało miejsce 11 marca 2010 r. Od 2013 r. organizatorem jest Wrocławska Fundacja Filmowa. Na Akademii gościli m.in.: Michał Bielawski (dziennikarz filmowy i reżyser), Jacek Bożek (ekolog), Marcin Hamkało (krytyk literacki i filmowy), Błażej Hrapkowicz (krytyk filmowy), Jadwiga Hućkova (filmoznawczyni), Mikołaj Jazdon (filmoznawca), Adam Kruk (krytyk filmowy), Tadeusz Lubelski (filmoznawca), Paweł Łoziński (reżyser), Michał Marczak (reżyser), Jędrzej Morawiecki (reportażysta i dokumentalista), Mirosław Przylipiak (autor książki „Poetyka kina dokumentalnego”), Tadeusz Sobolewski (krytyk filmowy), Tomasz Wolski (reżyser).

### MIASTOmovie
Projekt kontynuujący tradycję Akademii Filmu Dokumentalnego „MovieWro”. Inauguracyjna odsłona wydarzenia odbyła się w dniach 27-30 marca 2014 r. w Kinie Nowe Horyzonty. Impreza, ma na celu zwrócenie uwagi na najważniejsze problemy współczesnego miasta, inicjowanie debaty o tematyce miejskiej, działania artystyczne w przestrzeni miejskiej. Wszystko w oparciu o film dokumentalny.
Kolejne edycje Festiwalu opierają się na haśle przewodnim: w 2016 roku było to ID MIASTA; w 2017 SĄSIEDZTWO; a w 2018 ULICA. Najbliższa, siódma już edycja, skupi się na ARCHITEKTURZE PUBLICZNEJ i odbędzie się w dniach 2-6 października 2019 w Nowych Horyzontach.
MIASTOmovie to oprócz filmów również scena artystyczna, kuratorowana przez Ankę Bieliz i Kubę Żarego (przy pierwszej edycji w tej roli wystąpili Helena Mieszkowska i Michał Grzegorzek). Co roku zapraszają oni artystów, którzy przygotowują prace związane z motywem przewodnim danej edycji. Na przestrzeni lat MIASTOmovie gościło m.in. Krystiana Truth Czaplickiego, Macieja Fajfruka, Natalię Gołubowską, Małgorzatę Łuczynę i Tomka Złoczowskiego wchodząc w takie przestrzenie miejskie jak podwórko przy Teatrze Polskim we Wrocławiu (ul. Świdnicka) czy Plac Kościuszki.
Od 2018 roku w ramach Festiwalu prowadzony jest również Konkurs na najlepszy film. Laureatem pierwszej edycji konkursu został film pt. “Duch Bauhausu” (org. “Bauhaus Spirit”) w reżyserii Nielsa Bolbrinkera i Thomasa Tielscha zgarniając tym samym nagrodę w wysokości 1 000 EUR ufundowaną przez Budimex Nieruchomości.
Partnerami inicjatywy są: Towarzystwo Upiększania Miasta Wrocławia, Towarzystwo Urbanistów Polskich oddział Wrocław, Fundacja Bęc Zmiana, Tajne Komplety Nowe Horyzonty, Stowarzyszenie Architektów Polskich oddział Wrocław, Przegląd Sztuki Survival, Muzeum Współczesne Wrocław, ART HOTEL, BAZARCH, Muzeum Architektury we Wrocławiu. Projekt był objęty patronatem Europejskiej Stolicy Kultury 2016.

### Dok.Incubator
Seria międzynarodowych warsztatów dokumentalnych, w roku 2013 odbywały się we Wrocławiu, w Bratysławie i w Lipsku. Celem projektu była praca pod okiem specjalistów z całej Europy nad filmami dokumentalnymi w ostatniej fazie realizacji.

### Polish Cinema for Beginners
Stworzony w 2012 r. przez Adama Kruka i Lecha Molińskiego projekt skierowany do obcokrajowców mieszkających we Wrocławiu mający na celu przybliżenie im historii polskiego kina, specyfiki polskiej kultury i tradycji. Projekcje klasyki polskiego kina oraz polskich filmów współczesnych, opatrzonych angielską ścieżką dialogową, poprzedzone są prelekcją gościa (twórcy, filmoznawcy, eksperci) i zakończone dyskusją – także w języku angielskim. Pierwsza edycja projektu miała miejsce w Dolnośląskim Centrum Filmowym, kolejne sezony odbywały się we wrocławskim Kinie Nowe Horyzonty. Od początku kuratorem i prowadzącym Polish Cinema for Beginners jest Adam Kruk, gośćmi pokazów byli m.in. Agnieszka Holland, Kazimierz Kutz, Krzysztof Zanussi, Wiesław Saniewski, Waldemar Krzystek, Michał Oleszczyk, Błażej Hrapkowicz, Agnieszka Jakimiak, ks. Marek Lis, prof. Monika Talarczyk-Gubała, dr Joanna Ostrowska, Grażyna Błęcka-Kolska, Adriana Prodeus, Jaśmina Polak, Anka Herbut. Od 2015 r. Polish Cinema for Beginners należy do Polskiej Federacji Dyskusyjnych Klubów Filmowych. W 2016 r. na Festiwalu Filmowym w Gdyni projekt otrzymał Nagrodę Polskiego Instytutu Sztuki Filmowej w kategorii Edukacja Filmowa. Od 2017 r. w Kinie Muranów odbyła się warszawska edycja projektu.

### Okiem Młodych
Międzynarodowy Festiwal Filmów Dokumentalnych Okiem Młodych w Świdnicy od 2008 roku prezentuje krótkometrażowe kino dokumentalne autorstwa młodych twórców. Projekcje organizowane są m.in. w Świdnickim Ośrodku Kultury i w lokalnym zakładzie karnym. Wśród laureatów „Złotego Oka” w konkursie na najlepszy film dokumentalny do 30 minut, zrealizowany przez twórcę do 30. roku życia są Grzegorz Zariczny (2012) i Marta Prus (2013). W jury festiwalu zasiadali m.in. Bartosz Konopka, Jacek Bławut, Mikołaj Jazdon, Paweł Łoziński, Tadeusz Sobolewski.

### Świdnicki Festiwal Filmowy SPEKTRUM
Pierwsza edycja Świdnickiego Festiwalu Filmowego SPEKTRUM odbyła się w 2015 roku. Każdej jesieni Wrocławska Fundacja Filmowa oraz Świdnicki Ośrodek Kultury łączą siły by stworzyć unikalne wydarzenie dla mieszkańców Świdnicy. W ramach Festiwalu publiczność ma okazję zapoznać się z najważniejszymi polskimi i zagranicznymi tytułami ostatnich miesięcy. Podczas 4. edycji, która odbyła się w dniach 6-10 listopada 2018 roku zaprezentowano około 40 filmów krótko- i długometrażowych, a dużej części seansów towarzyszyły spotkania z ludźmi kina.
W ramach Festiwalu odbywa się Konkurs Główny, w którym to publiczność pełni rolę jury wybierając najlepszy swoim zdaniem film oraz Konkurs Polskich Filmów Krótkometrażowych, w którym pierwotnie to również publiczność ustalała werdykt, a od 2018 roku Konkurs ten ma swoje jury (w 2018 roku w jego skład weszli: Przemysław Chruścielewski, Błażej Hrapkowicz, Emilia Mazik).
Corocznie impreza jest wzbogacana o szeroki program wydarzeń towarzyszących:
- 2015: warsztaty operatorskie dla młodzieży prowadzone przez Bogdana Bugajskiego; warsztaty krytyki filmowej dla młodzieży prowadzone przez Adama Kruka;
- 2016: performatywne czytanie “Pokotu” Olgi Tokarczuk; wystawa fotografii Zuzy Kolskiej; wystawa “Wszystkie kolory Kieślowskiego”; warsztaty wideorecenzji prowadzone przez Kaję Klimek; warsztaty creative writing prowadzone przez Bartosza Sadulskiego; “Wszystkie stany brzmienia..” z udziałem Slime, Wojtka Urbańskiego i Maćka Głębockiego;
- 2017: panel dyskusyjny “Dźwięk i muzyka w filmie” z udziałem Marcina Lenarczyka, Michała Szablowskiego oraz Jana Topolskiego; panel dyskusyjny “Długie życie krótkiego metrażu” z udziałem Pawła Kosunia, Marty Sikorskiej, Macieja Ranta oraz Damiana Kocura; “Spektrum Możliwości” – przegląd animowanych polskich wideoklipów z Festiwalu Polskiej Animacji O!PLA; wystawa plakatu Jakuba Zasady; koncert cyklu Posłuchane 3.0 EABS Plays Repetitions (letters to Krzysztof Komeda) feat. Tenderloniuos; Świdnicki Spacer Filmowy (będący zapowiedzią Dolnośląskich Spacerów Filmowych); Quiz Filmowy “Rozpoznaj Kadr”;
- 2018: wystawa fotosów filmowych Łukasza Bąka; “Short Waves Festival prezentuje: Full Spectrum” (przegląd filmów z Short Waves Festival); “Żubroffka On Tour: Świdnica” (przegląd filmów z Międzynarodowego Festiwalu Filmów Krótkometrażowych ŻUBROFFKA); “Oda do wina” (degustacja win połączona z seansem filmu “Nasz najlepszy rok”); pokaz krótkich metraży w Areszcie Śledczym; cykl “Oko na dokument”; “Montage design” – wykład Przemysława Chruścielewskiego o metodzie design thinkingu w montaży filmowym; koncert Better Person połączony z potańcówką “Panie proszą panów”;

Festiwal odwiedzili m.in.: Krzysztof Majchrzak, Jan Jakub Kolski, Grażyna Blęcka-Kolska, Piotr Czerkawski, Michał Rogalski, Tomasz Jeziorski, Roman Gutek, Kuba Czekaj, Wiesław Cichy, Piotr Dylewski, Marian Dziędziel, Julian A. Ch. Kernbach, Bartosz M. Kowalski, Kazimierz Kutz, Jerzy Górski, Marta Nieradkiewicz, Łukasz Ronduda, Krzysztof Zanussi, Jakub Gierszał, Olga Tokarczuk, Robert Więckiewicz, Michał Koterski, Agnieszka Podsiadlik, Wojciech Mecwaldowski, Grupa LUKSUS, Karolina Bruchnicka, Weronika Bilska, Agnieszka Mazanek, Kamil Grzybowski, Dominika Gnatek.